# Tortuga gegant
Les tortugues gegants són rèptils característics de certes illes tropicals. Sovint arriben a tenir una mida molt gran i pesar fins a 300 kg i fer 1,3 metres de llarg. Algunes espècies s'han extingit recentment en les Seychelles, les Mascarenes i Galàpagos. Actualment les més grosses viuen a l'illa d'Aldabra a les Seychelles, on n'hi ha unes 150.000. Malgrat que semblin similars, representen branques separades dins l'evolució. Les tortugues gegants de les Seychelles i les Mascarenes deriven de Madagascar, mentre que les de Galàpagos provenen de l'Equador.
Abans de l'arribada dels humans les tortugues gegants també es trobaven en llocs no insulars. Fa entre 200.000 i 10.000 anys es trobaven al continent asiàtic, a Indonèsia, a Madagascar, a Amèrica del Nord i Amèrica del Sud, i fins i tot a Malta, i s'hi han extingit.
Les tortugues van aparèixer fa uns 250 milions d'anys (al Cretaci) i fa uns 70 o 80 milions d'anys algunes van adquirir dimensions gegantines. Fa un milió d'anys van arribar a les Galàpagos. Des de fa uns 100.000 anys les tortugues gegants van començar a desaparèixer. Fa només 250 anys hi havia com a mínim 20 espècies i subespècies en les illes de l'Oceà Índic i 14 o 15 espècies a les illes Galàpagos.
Durant els segles xvi i xvii les Galàpagos van ser freqüentades per bucaners. Omplir els vaixells amb tortugues era una manera fàcil de transportar menjar cosa que també van fer després els baleners. La carn de tortuga era de gust molt apreciat
A les Illes Canàries van existir dues espècies de tortugues gegants actualment extintes: Geochelone burchardi i Geochelone vulcanica. Es tractava de tortugues terrestres de grans dimensions, similar a les que actualment es troben en alguns arxipèlags oceànics com les illes Galápagos a l'oceà Pacífic i les illes Seychelles a l'oceà Índic.
Actualment a l'Índic només sobreviu en llibertat l'espècie de tortuga d'Aldabra i 11 espècies a Galàpagos.
Les tortugues gegants són l'animal més longeu del món amb una mitjana de 100 anys o més. Una tortuga radiada de Madagascar va viure 188 anys.

## Espècies i subespècies
- Colossochelys atlas (extinta)
- Cylindraspis indica—Réunion giant tortoise (extinta)
- Cylindraspis inepta—Saddle-backed Mauritius giant tortoise (extinta)
- Cylindraspis peltastes—Domed Rodrigues giant tortoise (extinta)
- Cylindraspis triserrata—Domed Mauritius giant tortoise (extinta)
- Cylindraspis vosmaeri—Saddle-backed Rodrigues giant tortoise (extinta)
- Dipsochelys hololissa—Seychelles giant tortoise (extinta en llibertat)
- Dipsochelys arnoldi—Arnold's giant tortoise (extinta en llibertat)
- Aldabrachelys gigantea/Dipspchelys dussumieri—Aldabra
- Chelonoidis nigra— Galàpagos
  - Chelonoidis nigra abingdoni— extinta en llibertat
  - Chelonoidis nigra becki Galàpagos
  - Chelonoidis nigra chathamensis Galàpagos
  - Chelonoidis nigra darwini Galàpagos
  - Chelonoidis nigra ephippium Galàpagos
  - Chelonoidis nigra galapagoensis Galàpagos
  - Chelonoidis nigra guntheri Galàpagos
  - Chelonoidis nigra hoodensis Galàpagos
  - Chelonoidis nigra microphyes Galàpagos
  - Chelonoidis nigra porteri Galàpagos
  - Chelonoidis nigra vandenburghi Galàpagos
  - Chelonoidis nigra vaicina Galàpagos
- Meiolania platyceps (extinta)
- Geochelone
  - Geochelone burchardi (extinta)
  - Geochelone vulcanica (extinta)